# GRADEアプローチ
GRADEアプローチ（Grading of Recommendations Assessment, Development and Evaluation）は、医療におけるエビデンスの確実性（エビデンスの質や推定効果量の信頼性とも呼ばれる）と推奨の強さを評価する手法である。この手法では、代替的な管理戦略の結果の重要性を構造的かつ透明に評価し、患者や一般市民の価値観や好みを認識し、エビデンスの確実性を上げ下げするための包括的な基準を提供する。システマティック・レビュー、医療技術評価、診療ガイドラインのためにエビデンスを要約する人や、その他の意思決定者にとって重要な意味を持つ。

## 背景
GRADEは、方法論研究者、ガイドライン開発者、生物統計学者、臨床医、公衆衛生科学者、その他の関心を持つメンバーの共同作業として2000年に始まった。 GRADEは、医療分野におけるエビデンスの質（エビデンスの確実性や推定効果量の信頼性とも呼ばれる）と推奨の強さを評価するための、共通の透明で賢明なアプローチを開発し、実装した 。

## GRADEの構成要素
GRADEアプローチでは、エビデンスの評価から得られる推奨を強いものと弱いものに分けている。ある選択肢（例：介入）を使用する、または使用しないという推奨は、一方で推奨に従うことによる望ましい結果と、他方で望ましくない結果との間のトレードオフに基づいて行われるべきである。望ましい結果が望ましくない結果を上回れば、意思決定者は選択肢を推奨するし、その逆もまた然りである。望ましい結果と望ましくない結果の間のトレードオフに関連する不確実性が推奨の強さを決定する。この結果のバランスを決定する基準を表2に示す。さらに、意思決定者（臨床医、他の医療提供者、患者、政策立案者など）に、それらの勧告を臨床実践、公衆衛生、政策に活用するためのガイドを提供する。GRADEアプローチでは、シンプルさを追求するために、エビデンスの質を「高」、「中」、「低」、「非常に低」の4段階に分類している。

### エビデンスの質
GRADEアプローチでは、エビデンスの質を次のように評価する 。
| 高       | 真の効果量は、推定効果量に近いものであると確信している。                                           |
| 中       | 推定効果量に中程度の自信がある。真の効果は推定効果量に近いと思われるが、大幅に異なる可能性もある。 |
| 低       | 推定効果量に対する信頼性が低い。真の効果量が推定効果量と大幅に異なるかもしれない。                 |
| 非常に低 | 推定効果量に対する信頼性が非常に低い。真の効果量が推定効果量と大幅に異なるだろう。                 |

GRADEワーキンググループは、GRADEアプローチの使用を容易にし、要約表の開発を可能にし、GRADEハンドブックを含む、ソフトウェアアプリケーションを開発した。このソフトウェアは、非営利団体であれば無料で利用でき、オンラインで入手可能である。エビデンスの確実性を評価するGRADEアプローチは、診断、予後、ネットワークメタアナリシス 、公衆衛生に関する質問を含め、広く適用可能である。

### 推奨の強さ
推奨の方向性や強さを決定する要因と基準は以下の通り。
| 要因と基準         | 要因が推奨の方向性と強さにどのように影響するか |
| ------------------ | --- |
| 問題               | 問題は、取り上げられる医療問題の重要性と頻度（疾病の負担、有病率、ベースラインリスク）によって決定される。問題が非常に重要であれば、強く推奨される可能性が高くなる。 |
| 価値観と好み       | これは、影響を受ける人々にとって健康上のアウトカムがどれほど重要であるか、健康上のアウトカムがどれほど変動するか、そして健康上のアウトカムについて不確実性があるかどうかを説明あるものである。重要なアウトカムに対する価値観や好みの変動や不確実性が少ないほど、強く推奨される可能性が高くなる。 |
| エビデンスの質     | 推奨の方向性と強さを決定する基準の推定値に対する信頼度によって、強い推奨となるか、条件付きの推奨となるかが決まる。しかし、推奨に割り当てられる全体的な質は、集団にとって重要なアウトカムへの影響に関するエビデンスの質である。エビデンスの質が高いほど、強く推奨される可能性が高くなる。         |
| 利益と害と負担     | 利益と害の両方の絶対的な効果とその重要性を評価する必要がある。純利益または正味の害が大きいほど、（反対の方向性を含めて）強く推奨される可能性が高くなる。 |
| リソースの意味合い | ある選択肢がどれだけリソースを必要とするか、費用対効果があるかどうか、利益の増加があるかどうかを説明するもの。これらのリソースへの影響が有利または明らかに不利であるほど、（反対の方向性を含めて）強く推奨される可能性が高くなる。                                                               |
| 公平性             | 不公平感の軽減や公平性の向上につながる可能性が高く、よりアクセスしやすい選択肢であるほど、強く推奨される可能性が高くなる。 |
| 許容可能性         | ある選択肢の実行可能性が多くのステークホルダーにとって高いほど、強く推奨される可能性が高くなる。 |
| 実行可能性         | ある選択肢の実行可能性が多くのステークホルダーにとって高いほど、強く推奨される可能性が高くなる。 |

## GRADEアプローチの使用
世界保健機関（WHO）、英国国立医療技術評価機構（NICE）、カナダ予防医学に関するタスクフォース、コロンビア保健省など、100 を超える組織が、GRADEアプローチを支持または使用している。GRADEアプローチに基づく診療ガイドラインの例を参照のこと 。